# Mysinek
Mysinek – zniesiona nazwa osady kociewska w Polsce położona w województwie pomorskim, w powiecie starogardzkim, w gminie Bobowo.
Osada wchodziła w skład sołectwa Grabowiec.
Nazwa miejscowości została zniesiona z 2022 r.
W latach 1975–1998 miejscowość administracyjnie należała do województwa gdańskiego.

## Zabytki
Według rejestru zabytków NID na listę zabytków wpisany jest zameczek myśliwski, 1890, nr rej.: A-844 z 7.11.1975.